# Särintäkt
Särintäkt är ett begrepp inom företagsekonomin som innebär att företaget får intäkter med anledning av en särskild handling. Exempel på särintäkt är att ett företag gör en reklamkampanj som genererar mer intäkter än om försäljningen inte skulle föregås av en kampanj. Särintäkten är den intäkt som kampanjen genererar utöver normal försäljning.